# Giovanni Bia
Giovanni Bia (Parma, 24 ottobre 1968) è un procuratore sportivo ed ex calciatore italiano, di ruolo difensore.

## Carriera

### Giocatore

Bia (accosciato, primo da destra) al Perugia nella stagione 1987-1988

Ha giocato in Serie A con Parma (ha esordito il 5 aprile 1992 in Parma-Cagliari 1-1), Napoli, Inter (che lo acquista per 7 miliardi di lire), Bologna, Udinese e Brescia.
Nella stagione 1992-1993 ha giocato in Serie B con il Cosenza, segnando 6 reti. In seguito fu ingaggiato dal Napoli allenato da Marcello Lippi. Nel 1994-1995 viene ingaggiato dall'Inter mentre dal 1995 al 1997 ha indossato la maglia dell'Udinese allenata da Alberto Zaccheroni. In seguito disputa tre stagioni col Bologna.
In carriera ha indossato anche le maglie di Perugia (Serie C2 e Serie C1), Trento (Serie C1) e Reggiana (Serie C1), oltre a quella del Saint-Étienne, all'epoca militante in Ligue 2.
Conta 194 presenze in Serie A e 15 reti realizzate.

### Dopo il ritiro
Dopo essersi ritirato dal calcio giocato, è diventato un procuratore sportivo: alcuni dei suoi assistiti più importanti sono: Federico Ricci, Gian Marco Ferrari, Daniele Dessena e Luca Cigarini. Nel 2012 ha fondato la Bia Soccer Agency, un'agenzia gestita completamente da lui con i suoi assistenti, tra cui il figlio Riccardo,  e vanta più di 80 giocatori tra giovani e professionisti.

## Statistiche

### Presenze e reti nei club
Statistiche aggiornate al termine della carriera.
| Stagione        | Squadra         | Campionato      | Campionato | Campionato | Coppe nazionali | Coppe nazionali | Coppe nazionali | Coppe continentali | Coppe continentali | Coppe continentali | Altre coppe | Altre coppe | Altre coppe | Totale | Totale |
| Stagione        | Squadra         | Comp            | Pres       | Reti       | Comp            | Pres            | Reti            | Comp               | Pres               | Reti               | Comp        | Pres        | Reti        | Pres   | Reti   |
| --------------- | --------------- | --------------- | ---------- | ---------- | --------------- | --------------- | --------------- | ------------------ | ------------------ | ------------------ | ----------- | ----------- | ----------- | ------ | ------ |
| 1984-1985       | Parma           | B               | 1          | 0          | CI              | 0               | 0               | -                  | -                  | -                  | -           | -           | -           | 1      | 0      |
| 1985-1986       | Parma           | C1              | 0          | 0          | CI+CI-C         | 4+2             | 0+0             | -                  | -                  | -                  | -           | -           | -           | 6      | 0      |
| 1986-1987       | Perugia         | C2              | 18         | 0          | CI+CI-C         | 4+?             | 0+?             | -                  | -                  | -                  | -           | -           | -           | 22+    | 0+     |
| 1987-1988       | Perugia         | C2              | 22         | 0          | CI-C            | ?               | ?               | -                  | -                  | -                  | -           | -           | -           | 22+    | 0+     |
| 1988-1989       | Perugia         | C1              | 0          | 0          | CI-C            | 0               | 0               | -                  | -                  | -                  | -           | -           | -           | 0      | 0      |
| 1989-1990       | Perugia         | C1              | 17         | 1          | CI-C            | ?               | ?               | -                  | -                  | -                  | -           | -           | -           | 17+    | 1+     |
| Totale Perugia  | Totale Perugia  | Totale Perugia  | 57         | 1          |                 | 4+              | 0+              |                    | -                  | -                  |             | -           | -           | 61+    | 1+     |
| lug.-ott. 1990  | Parma           | A               | 0          | 0          | CI              | 0               | 0               | -                  | -                  | -                  | -           | -           | -           | 0      | 0      |
| ott. 1990-1991  | Trento          | C1              | 25         | 3          | CI-C            | ?               | ?               | -                  | -                  | -                  | -           | -           | -           | 25+    | 3+     |
| 1991-1992       | Parma           | A               | 1          | 0          | CI              | 0               | 0               | CU                 | 0                  | 0                  | -           | -           | -           | 1      | 0      |
| Totale Parma    | Totale Parma    | Totale Parma    | 2          | 0          |                 | 6               | 0               |                    | 0                  | 0                  |             | -           | -           | 8      | 0      |
| 1992-1993       | Cosenza         | B               | 35         | 6          | CI              | 1               | 0               | -                  | -                  | -                  | -           | -           | -           | 36     | 6      |
| 1993-1994       | Napoli          | A               | 28         | 3          | CI              | 2               | 0               | -                  | -                  | -                  | -           | -           | -           | 30     | 3      |
| 1994-1995       | Inter           | A               | 23         | 0          | CI              | 6               | 0               | CU                 | 2                  | 0                  | -           | -           | -           | 31     | 0      |
| 1995-1996       | Udinese         | A               | 31         | 4          | CI              | 0               | 0               | -                  | -                  | -                  | -           | -           | -           | 31     | 4      |
| 1996-1997       | Udinese         | A               | 23         | 4          | CI              | 0               | 0               | -                  | -                  | -                  | -           | -           | -           | 23     | 4      |
| lug.-nov. 1997  | Udinese         | A               | 3          | 0          | CI              | 1               | 0               | CU                 | 1                  | 0                  | -           | -           | -           | 5      | 0      |
| Totale Udinese  | Totale Udinese  | Totale Udinese  | 57         | 8          |                 | 1               | 0               |                    | 1                  | 0                  |             | -           | -           | 59     | 0      |
| nov. 1997-1998  | Brescia         | A               | 19         | 0          | CI              | -               | -               | -                  | -                  | -                  | -           | -           | -           | 19     | 0      |
| 1998-1999       | Bologna         | A               | 20         | 0          | CI              | 6+1             | 0               | Int+CU             | 0+4                | 0                  | -           | -           | -           | 31     | 0      |
| 1999-2000       | Bologna         | A               | 26         | 1          | CI              | 2               | 0               | CU                 | 6                  | 0                  | -           | -           | -           | 34     | 1      |
| 2000-2001       | Bologna         | A               | 21         | 3          | CI              | 0               | 0               | -                  | -                  | -                  | -           | -           | -           | 21     | 3      |
| Totale Bologna  | Totale Bologna  | Totale Bologna  | 67         | 4          |                 | 8+1             | 0               |                    | 10                 | 0                  |             | -           | -           | 86     | 4      |
| 2001-2002       | Saint-Étienne   | D2              | 20         | 1          | CF+CdL          | 1+1             | 0               | -                  | -                  | -                  | -           | -           | -           | 22     | 1      |
| 2002-2003       | Reggiana        | C1              | 22         | 1          | CI-C            | 0               | 0               | -                  | -                  | -                  | -           | -           | -           | 22     | 1      |
| Totale carriera | Totale carriera | Totale carriera | 355        | 27         |                 | 31+             | 0+              |                    | 13                 | 0                  |             | -           | -           | 399+   | 27+    |

## Palmarès

### Competizioni nazionali
- Campionato italiano Serie C2: 1

Perugia: 1987-1988 (girone C)
- Coppa Italia: 1

Parma: 1991-1992

### Competizioni internazionali
- Coppa Intertoto UEFA: 1

Bologna: 1998